# Let L-13 Blaník
O Let L-13 Blaník é um planador biplace com asas de enflechamento negativo fabricado pela Let Kunovice desde 1956. É o planador mais difundido e utilizado no mundo. 

## Desenvolvimento
O L-13 Blaník foi projetado por Karel Dlouhý, da VZLÚ Letňany, em 1956, se utilizando das experiências ganhadas com o Letov LF-107 Luňák, o primeiro planador checo a empregar asas com perfil laminar. O L-13 foi desenvolvido para ser um planador prático para instrução básica de voo, instrução acrobática e treinamento de voo cross-country. Esse conceito foi combinado com tecnologias testadas e comprovadas de sua época, como construção em metal, perfis laminares NACA e muitos componentes comuns a indústria aeronáutica soviética.
O Blaník entrou em produção em 1958, ganhando popularidade por seu um planador robusto, durável e barato, tendo sua operação relativamente fácil. O Blaník foi adotado extensivamente no bloco do leste e exportado extensivamente para todo o mundo. No total, 2616 unidades foram produzidas (3000, contando todas as variantes). Mais de meio século de seu lançamento, o Blaník continua sendo o planador mais comum em todo o mundo.
O Blaník bateu muitos recordes de distância com planadores de assento duplo durante os anos 60, inspirando outros projetos, notavelmente, os planadores VSM-40 Démant e L-21 Spartak, ambos utilizados pela equipe tchecoslovaca durante o Mundial de Voo a Vela de 1956 e 1958.

## Especificações (L-13)
Dados de: The World's Sailplanes: Die Segelfluge der Welt: Les Planeurs de Monde Volume II 

### Características Gerais
- Tripulantes: Dois
- Comprimento: 8.4 m (27 ft 7 in);
- Envergadura: 16.2 m (53 ft 2 in);
- Área Alar: 19.15 m2 (206.1 sq ft);
- Alongamento: 13.7
- Aerofólio: Raiz: NACA 652A 615; Ponta:  NACA 652A 612 [7]
- Peso Vazio: 185 kg (407 lb);
- Peso Mínimo de Decolagem: 292 kg (644 lb);
- Peso Máximo de Decolagem (MTOW): 500 kg (1,102 lb);

### Performance
- Velocidade Máxima: 145 km/h (90 mph; 78 kn) (aproximada);
- Velocidade Nunca Exceder: 240 km/h (150 mph, 130 kn) ;
- Velocidade de Estol: 62 km/h (39 mph, 33 kn) (flapes 0°), 56 km/h (35 mph; 30 kn) (flapes 10°);
- Velocidade de Reboque Aéreo: 140 km/h (87 mph; 76 kn);
- Velocidade de Reboque Terrestre: 100 km/h (62 mph; 54 kn);
- Razão de Planeio: 28:1 á 93 km/h (58 mph; 50 kn);
- Taxa de Descida: 0.84 m/s (165 ft/min) a 83 km/h (52 mph; 45 kn);
- Limite G: +5 / -2.5 a 136 km/h (85 mph; 73 kn);
- Carga Alar: 26.1 kg/m2 (5.3 lb/sq ft)